# ابرهارد فرزتل
ابرهارد فرزتل (آلمانی: Eberhard Ferstl; ۱۶ ژانویهٔ ۱۹۳۳ – ۸ اکتبر ۲۰۱۹) بازیکن هاکی روی چمن اهل آلمان بود.